# 아레나 (무기)

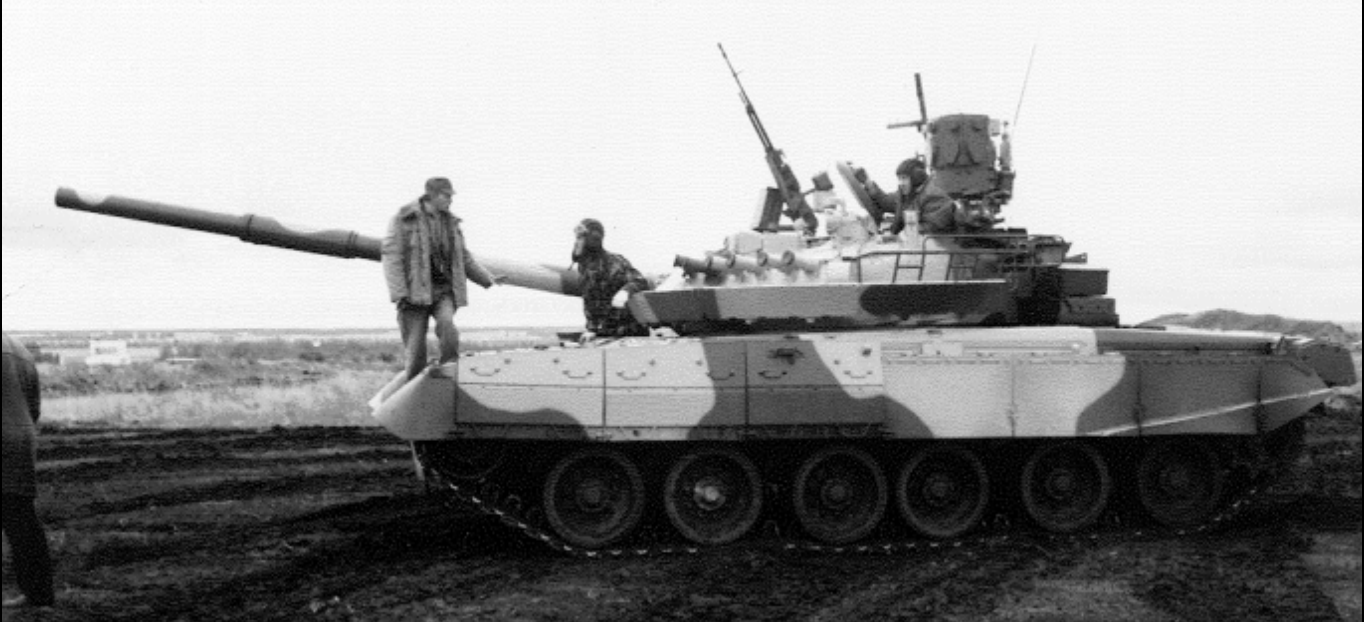

아레나(러시아어: Арена)는 러시아가 개발한 전차의 능동방어 시스템이다. 대전차 미사일이 전차에 접근하면, 도플러 레이다가 이를 탐지, 사방으로 설치된 26개의 요격 로켓 중 최적의 로켓을 발사한다. 로켓은 파편폭풍형으로 전차의 근처에서 폭발, 접근한 대전차 미사일을 파괴한다. 시스템의 무게는 1.1톤이며, 가격은 30만 달러이다. 기존의 대전차 미사일에 대한 생존력을 2배 향상시킨다. 대한민국이 개발한 K2 흑표 전차에 장착을 고려했다. 국산화하여 장착했다.
아레나는 소련-아프간 전쟁 중 여러 T-55에 설치된 1970년대 후반 소련 능동 방어 시스템인 드로즈드(Drozd)와 유사하다. 이 시스템은 차량의 생존율을 최대 80%까지 향상시켰다. 드로즈드는 1980년대 후반에 시토라(Shtora)에 이어 전자 광학 대즐러 또는 소모품(연기/IR 연기)을 사용하여 시커 헤드를 혼란스럽게 하거나 사용자를 물리쳤다. 1994년 말 러시아군은 체첸에 많은 장갑차를 배치했으나 그곳에서 매복 공격을 받아 막대한 사상자를 냈다. 러시아 전투 차량에 대한 체첸 로켓 추진 수류탄의 효율성으로 인해 콜로멘스코예 기계 제작 설계국은 1990년대 초반과 중반에 아레나 능동 방어 시스템을 고안하게 되었다. 수출형인 아레나-E도 개발됐다. 이 시스템은 1997년 옴스크에서 시연된 T-80UM-1에서 테스트되었다.

## 아레나-M
현대화된 아레나-M의 제조업체는 자벨린(Javelin)과 같은 진정한 상부 공격 미사일을 포함하여 모든 측면에서 나오는 탄약을 요격할 수 있으며 러시아 T-80 및 T-90 탱크에 설치될 것이라고 주장한다.
2023년 러시아 국영 통신사 RIA 노보츠티는 러시아가 곧 T-90M과 T-80BVM 탱크에 아레나-M을 장착할 것이라고 보도했다. 보고서는 또한 러시아가 T-72B3 및 T-72B3M 탱크에 시스템 설치를 모색하고 있다고 밝혔다.

## 개발
아레나는 오비에크트 476M에 처음 장착된 초기 Shater(Tent) 능동 보호 시스템에서 발전했다. 아레나는 나중에 T80BM1로 알려지게 된 T-80B 시리즈 실험 전차인 오비에크트 219E에 처음 장착되었다. 이 프로그램의 존재는 1992년에 밝혀졌다.
아레나 능동 방어 시스템은 1995년 초 쿠빈카 시험장에서 처음 테스트되어 대전차 유도 미사일로부터 러시아 탱크를 성공적으로 방어했다. 아레나가 장착된 러시아 T-80UM-1은 1997년 말 옴스크에서 대중에게 처음으로 시연되었다. 아레나는 쿠르간마쉬자보드 합자회사(Kurganmashzavod Joint Stock Company)에서 개발한 BMP-3M 현대화 패키지에도 탑재되었지만 해당 패키지는 수출되지 않았다.
2011년 기준으로 아레나는 대량 생산에 돌입하지 않았다.